# Omalodes humerosus
Omalodes humerosus är en skalbaggsart som beskrevs av Schmidt 1889. Omalodes humerosus ingår i släktet Omalodes och familjen stumpbaggar. Inga underarter finns listade i Catalogue of Life.